# Comuna Horbani, Pereiaslav-Hmelnițki
Horbani (în ucraineană Горбані) este o comună în raionul Pereiaslav-Hmelnițki, regiunea Kiev, Ucraina, formată din satele Ciopîlkî și Horbani (reședința).

## Demografie
Componența lingvistică a comunei Horbani
     Ucraineană (98,9%)
     Alte limbi (1,1%)
Conform recensământului din 2001, majoritatea populației comunei Horbani era vorbitoare de ucraineană (98,9%), existând în minoritate și vorbitori de alte limbi.